# Экстремальный спорт
Экстрема́льный спорт (приключе́нческие ви́ды спо́рта) — деятельность, связанная с высокой степенью риска. Эти виды деятельности часто включают скорость, высоту, высокий уровень физических нагрузок и узкоспециализированное снаряжение. Экстремальный туризм пересекается с экстремальным спортом; они разделяют главную привлекательность, «прилив адреналина», вызванный элементом риска, и различаются, в основном, степенью вовлечённости и профессионализма.

## Определение

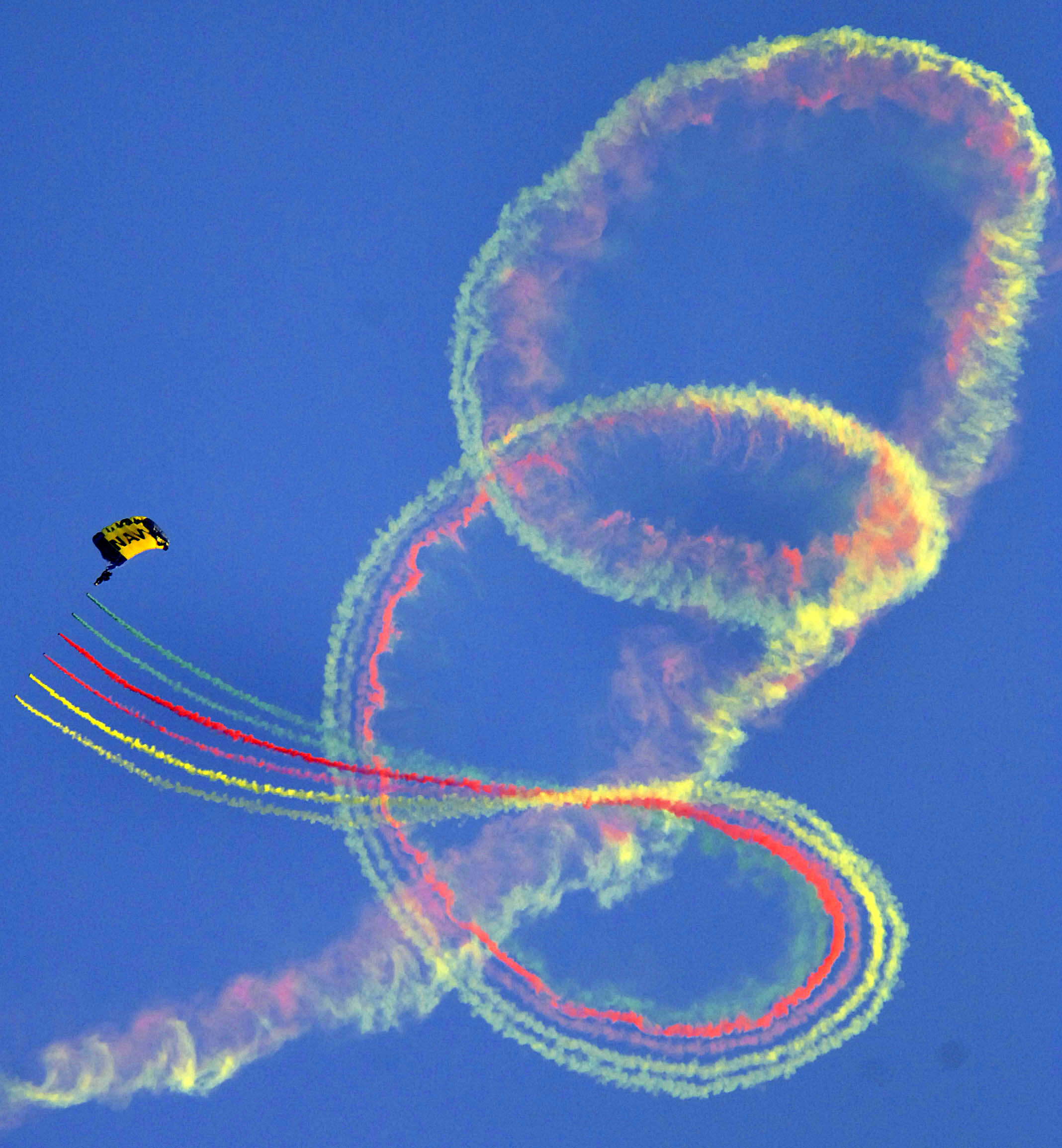

Определение экстремальных видов спорта не является точным и происхождение терминов — неясно, но оно приобрело популярность в 1990-х годах, когда его подхватили маркетинговые компании для продвижения X Games, Extreme Sports и Extreme International. В последнее время широко используемым определением исследований является «соревновательная (сравнительная или самооценочная) деятельность», в рамках которой участник подвергается естественным или необычным физическим и умственным испытаниям, таким как скорость, высота, глубина или природные силы и где для успешного результата может потребоваться быстрая и точная когнитивная обработка восприятия (Доктор Ронда Коэн, 2012).
В то время, как термин «экстремальный спорт» распространился повсюду, чтобы описать множество различных видов деятельности, какие именно виды спорта считают «экстремальными» — спорно. Есть, однако, несколько характеристик, общих для большинства экстремальных видов спорта. Хотя они не являются исключительной областью молодёжи, экстремальные виды спорта, как правило, имеют целевую аудиторию моложе среднего. Экстремальные виды спорта также редко санкционируются школами для их учебной программы по физическому воспитанию. Экстремальные виды спорта, как правило, — более одиноки, чем многие из популярных традиционных видов спорта (рафтинг и пейнтбол являются заметными исключениями, так как они проводятся в командах).
Виды деятельности, классифицируемые СМИ как экстремальные виды спорта, отличаются от традиционных видов спорта большим количеством изначально неконтролируемых переменных. Эти переменные окружающей среды часто связаны с погодой и местностью, включая ветер, снег, воду и горы. Поскольку эти природные явления не поддаются контролю, они неизбежно влияют на результат данной деятельности или события.
В традиционном спортивном соревновании спортсмены соревнуются друг с другом в контролируемых условиях. Хотя можно создать контролируемое спортивное событие, такое как X Games, существуют переменные окружающей среды, которые не могут быть постоянными для всех спортсменов. Примеры включают изменение снежных условий для сноубордистов, качество скал и льда для альпинистов, а также высоту и форму волн для серферов.
В то время как традиционные критерии спортивного суждения могут быть приняты при оценке производительности (расстояние, время, счёт), исполнители экстремальных видов спорта часто оцениваются по более субъективным и эстетическим критериям. Это приводит к тенденции отвергать унифицированные методы судейства, когда различные виды спорта используют свои собственные идеалы, имея возможность развивать свои стандарты оценки с новыми тенденциями или событиями в спорте.

## Классификация
Хотя точное определение и то, что входит в экстремальный спорт — спорно, некоторые пытались классифицировать экстремальные виды спорта.
Одним из аргументов является то, что для квалификации как «экстремальный вид спорта» оба термина выражения должны быть выполнены:
- Спорт — участник должен обладать значительным мастерством и физическими способностями, чтобы избежать плохого выполнения своей деятельности
- Экстрим — плохое выполнение действия должно привести к значительному риску серьёзного физического вреда участнику

По этому определению, будучи пассажиром в поездке на реактивной лодке по каньону, вы не будете выполнять требования, поскольку требуемые навыки относятся к пилоту, а не к пассажирам. В этих случаях более подходящей квалификацией может быть «поиск острых ощущений», чем «экстремальный спорт» или «экшн-спорт».

## История
Происхождение расхождения термина «экстремальный спорт» от «спорт» может датироваться 1950-ми годами в появлении фразы, обычно ошибочно приписываемой Эрнесту Хемингуэю. Фраза:
Есть только 3 вида спорта: коррида, автогонки и альпинизм; все остальные — просто игры.
Смысл фразы состоял в том, что слово «спорт» определяло деятельность, в которой человек может быть убит. Другие виды деятельности называют «играми». Фраза, возможно, была изобретена либо писателем Барнаби Конрадом, либо автомобильным автором Кеном Парди.
Спуск дельтаплана с горы Тамальпаис. Клуб опасных видов спорта Оксфордского университета, Англия, был основан Дэвидом Кирком, Крисом Бейкером, Эдом Халтоном и Аланом Уэстоном. Впервые они привлекли внимание широкой общественности, изобретя современный банджи-джампинг, совершив первые современные прыжки 1 апреля 1979 года с подвесного моста Клифтон, Бристоль, Англия. Они последовали за усилиями Клифтонского моста с прыжком с моста Золотые ворота в Сан-Франциско, штат Калифорния (включая первый женский прыжок с тарзанки Джейн Уилмот), а также с телевизионным прыжком с подвесного моста Королевского ущелья в Колорадо, спонсируемым и транслируемым на популярном Американская телевизионная программа That’s Incredible! Банджи-джампинг несколько лет считался новинкой, затем стал повальным увлечением молодёжи, а сейчас является устоявшейся индустрией для любителей острых ощущений.
Клуб также стал пионером сюрреалистической формы катания на лыжах, проведя 3 мероприятия в Санкт-Морице, Швейцария, в которых участники должны были разработать скульптуру, установленную на лыжах и спуститься с горы. Событие достигло своего предела, когда Клуб прибыл в Санкт-Мориц с лондонским 2-этажным автобусом, желая отправить его вниз по горнолыжным склонам, а швейцарские менеджеры курорта отказались.
Другие мероприятия клуба включали в себя экспедиционный дельтапланеризм с действующих вулканов; запуск гигантских (20 м) пластиковых сфер с подвешенными в центре пилотами (зорбинг), микролёгкие полёты и бейсджампинг (в первые дни этого вида спорта).
В последние десятилетия термин «экстремальный спорт» получил дальнейшее распространение после канала Extreme Sports, Extremesportscompany.com, а затем X Games, мультиспортивное мероприятие было создано и разработано ESPN Первые X Игры (известные как 1995 Extreme Games) были проведены в Ньюпорте, Провиденсе, Маунт-Сноуи Вермонте в Соединённых Штатах.

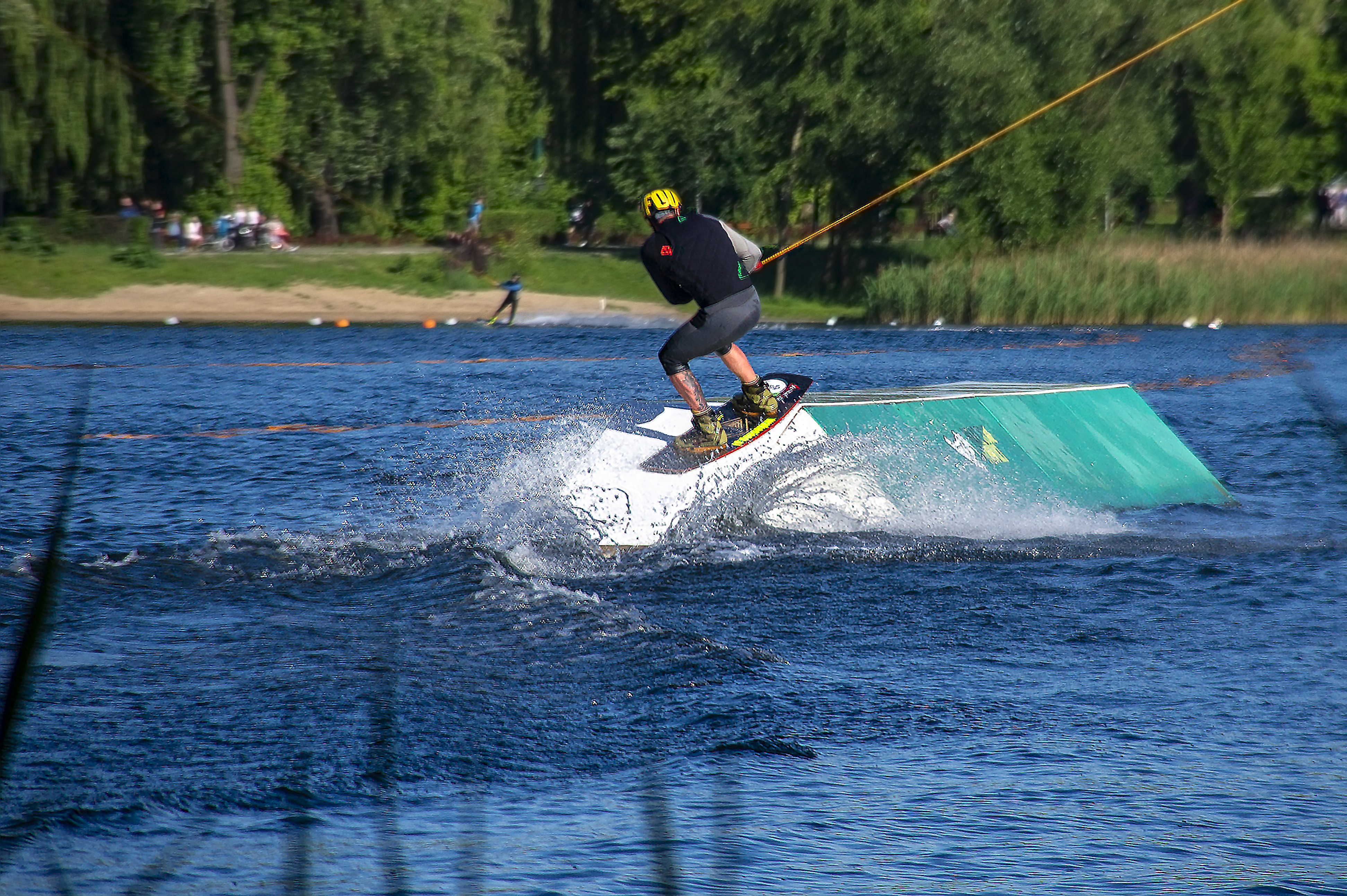

Некоторые экстремальные виды спорта явно восходят к другим экстремальным видам спорта или их комбинациям. Например, виндсёрфинг был задуман как результат усилий по оснащению доски для сёрфинга двигательной установкой парусной лодки (мачтой и парусом). Кайтсёрфинг, с другой стороны, был задуман путём объединения двигательной системы кайт-багга (парафойла) с 2-направленными досками, используемыми для вейкбординга. Вейкбординг, в свою очередь, происходит от сноуборда и водных лыж.

## Маркетинг
Некоторые утверждают, что различие между экстремальным видом спорта и обычным имеет такое же отношение к маркетингу, как и к уровню опасности или вырабатываемому адреналину. Например, регби является опасным и адреналиновым видом спорта, но не считается экстремальным видом спорта из-за его традиционного образа, а также потому, что он не предполагает высокой скорости или намерения выполнять трюки (эстетические критерии, упомянутые выше), а также не имеет изменяющихся переменных окружающей среды для спортсменов.

## Мотивация
Особенностью таких видов деятельности, по мнению некоторых, является их предполагаемая способность вызывать прилив адреналина у участников. Однако медицинская точка зрения заключается в том, что пик или кайф, связанный с активностью, происходит не из-за выброса адреналина в ответ на страх, а из-за повышения уровня дофамина, эндорфинов и серотонина из-за высокого уровня физической нагрузки. Кроме того, недавние исследования показывают, что связь между адреналином и «истинным» экстремальным спортом является предварительной. Исследование Браймера и Грея определило «истинный» экстремальный спорт как досуг или рекреационную деятельность, где наиболее вероятным результатом неумелого несчастного случая или ошибки была смерть. Это определение было разработано, чтобы отделить маркетинговую шумиху от деятельности.
Полёты в вингсьюте — это недавняя деятельность.
Эрик Браймер также обнаружил, что потенциал различных экстраординарных человеческих переживаний, многие из которых параллельны тем, которые встречаются в таких видах деятельности, как медитация, был важной частью опыта экстремального спорта. Эти переживания выводят участников за пределы их зоны комфорта и часто делаются в сочетании с приключенческими путешествиями.
Некоторые виды спорта существуют десятилетиями и их сторонники охватывают поколения, некоторые из них становятся известными личностями. Скалолазание и ледолазание породили публично узнаваемые имена, такие как: Эдмунд Хиллари, Крис Бонингтон, Вольфганг Гюллих и совсем недавно Джо Симпсон. Другой пример — сёрфинг, изобретённый много веков назад жителями Полинезии, он станет национальным видом спорта Гавайев.
Люди с ограниченными возможностями участвуют в экстремальных видах спорта. Некоммерческие организации, такие, как Adaptive Action Sports, стремятся повысить осведомлённость членов сообщества инвалидов об участии в экшн-спорте, а также расширить доступ к адаптивным технологиям, которые делают участие возможным, и к соревнованиям, таким, как X Games.

## Смертность, здоровье и острые ощущения
Экстремальные виды спорта могут восприниматься как чрезвычайно опасные, способствующие смертельным исходам, почти смертельным исходам и другим серьёзным травмам. Воспринимаемый риск в экстремальном виде спорта считается несколько необходимой частью его привлекательности, что частично является результатом давления на спортсменов, чтобы заработать больше денег и обеспечить максимальное развлечение.
Экстремальный спорт — это подкатегория видов спорта, которая описана как любой вид спорта , характера или вида, наиболее удалённого от обычного или среднего. Эти виды спорта часто несут потенциальный риск серьёзных и необратимых физических травм и даже смерти. Тем не менее, эти виды спорта также имеют потенциал для получения значительных преимуществ для психического и физического здоровья и предоставляют возможность людям полностью участвовать в жизни.
Экстремальные виды спорта вызывают выброс гормона адреналина, который может облегчить выполнение трюков. Считается, что внедрение экстремальных видов спорта на психическое здоровье пациентов улучшает их перспективу и признание аспектов жизни.
В приключенческих видах спорта на открытом воздухе участники испытывают эмоции интенсивных острых ощущений, обычно связанных с экстремальными видами спорта. Несмотря на то, что некоторые экстремальные виды спорта представляют более высокий уровень риска, люди всё-ещё предпочитают заниматься экстремальными видами спорта ради адреналина. Согласно Зигмунду Фрейду, у нас есть инстинктивное «желание смерти», которое является подсознательным встроенным желанием уничтожить себя, доказывая, что в поисках острых ощущений опасность считается приятной.

## Аблеизми экстремальные виды спорта
Стипендия по инвалидности может помочь бросить вызов тому, что означает слово «экстремальный» в «экстремальных видах спорта». Ученый Сара Жакетт Рэй описывает, как риск в приключенческом спорте зависит от угрозы инвалидности, которая придаёт смысл «экстремальным» начинаниям, в то время как акцент приключенческой культуры на физическую форму часто делает людей с ограниченными возможностями невидимыми в сообществе экстремальных видов спорта. Таким образом, экстремальная спортивная культура фактически определяется аблеизмом.
Jaquette Ray также пишет о противоречии, представленном технологией в культуре риска на открытом воздухе, инвалидность часто понимается как зависимость от ненатурального оборудования, но экстремальные виды спорта глубоко полагаются на снаряжение и по-прежнему рассматриваются как форма «естественной» человеческой деятельности. Технологии, которые делают природу доступной для людей с ограниченными возможностями, качественно отличаются от технологий, используемых в экстремальных видах спорта и всё же только первые считаются неестественными. Это противоречие показывает страх приключенческой культуры перед инвалидностью, потому что инвалидность в основном связана с зависимостью от других людей и технологий. Писатель и ученый Эли Клэр много писал о своём опыте работы с инвалидностью на открытом воздухе, заявляя, что «часть заявления об инвалидности выбирает эту грязную, несовершенную незавершённую работу, называемую взаимозависимостью».